# Нижнее Куйто
Ни́жнее Ку́йто (фин. Ala-Kuittijärvi) — российское озеро в Калевальском районе Республики Карелия. Входит в группу озёр Куйто бассейна реки Кемь. Является частью Юшкозерского водохранилища, созданного в 1980 году.

## Общие сведения
Площадь водной поверхности — 141 км², площадь его водосборного бассейна — 10300 км². Высота над уровнем моря — 101,1 м.
Озеро вытянуто с северо-запада на юго-восток. Котловина тектонического происхождения.
Южный берег низкий, северный — высокий, покрыты хвойным лесом.
Основной приток осуществляется через пролив Луусалми из озера Среднее Куйто. Исток Кеми располагается в юго-восточной части озера.
К бассейну Нижнего Куйто относятся озёра: Нурмиярви, Верхнее Вуопаярви, Среднее Вуопаярви и Нижнее Вуопаярви.
На озере 48 островов общей площадью 1,6 км², крупнейшие из них: Вуопасари (0,15 км²) и Петрасари.
Цвет воды светло-коричневый. Дно покрыто озёрной рудой и серым илом. Высшая водная растительность представлена тростником обыкновенным, рдестами и осокой в заливах озера.
Средняя амплитуда колебаний уровня составляет 1,27 м.
В озере обитают корюшка, ряпушка, плотва, щука, окунь, сиг, налим, ёрш.
Водоём используется для целей гидроэнергетики — регулирование Кемского каскада ГЭС.